# Partido Cruzada Nacional
El Partido Cruzada Nacional (PCN), previamente denominado Movimiento Cruzada Nacional (MCN), es un partido político paraguayo de extrema derecha, fundado en 2018 por Payo Cubas como plataforma política personal.

## Historia
Tras las elecciones de 2018, el entonces Movimiento Cruzada Nacional consiguió representación en ambas cámaras del Congreso. En la Cámara de Diputados sería electo Jorge Brítez, quien en noviembre de ese mismo año se alejó de CN. 
En la cámara alta el líder del partido Payo Cubas fue electo Senador. En noviembre de 2019, fue expulsado del Senado por cargos de abuso de poder y vandalismo.
En febrero de 2020, el Movimiento Cruzada Nacional pasó a llamarse Partido Cruzada Nacional.
En 2020, el partido sufrió una escisión luego de que algunos miembros del MCN acusaran al líder del partido, Cubas, y a su esposa, Yolanda Paredes, de autoritarismo.
Tras el fracaso del partido en las elecciones municipales de 2021, Paraguayo Cubas, presidente del partido, anunció su renuncia.
En vísperas de las elecciones generales de 2023, el partido participó en la creación de la coalición Concertación Nacional, pero pronto la abandonó y optó por participar en las elecciones de forma independiente.  El candidato del partido Paraguayo Cubas es considerado un candidato outsider (o disruptor) dentro del marco político establecido por la Concertación. No obstante, ha logrado ganar apoyo entre el electorado antisistémico al abogar por la implementación de la pena de muerte como consecuencia por actos de corrupción.
En las comicios generales de 2023, pese a que Cubas quedó en tercer lugar (obteniendo casi el 23% del voto), el partido se convirtió en la tercera fuerza política en la Cámara Baja y Alta, obteniendo cuatro escaños en la Cámara de Diputados y cinco escaños en el Senado. Entre los senadores electos se encuentran Yolanda Paredes, quien es la esposa de Cubas, y el artista plástico Rafael Esquivel, más conocido como "Mbururú". Sin embargo, es importante destacar que durante el momento de las elecciones, Esquivel fue arrestado por acusaciones de abuso sexual infantil. En caso de ser declarado culpable, podría enfrentar una pena mínima de 15 años de prisión según la legislación correspondiente.

### Crisis interna de 2023
Tras el arresto de Payo Cubas por las protestas de mayo, se inició el proceso de juramiento de los senadores y diputados de la nación. Luego de tal proceso los senadores votaron para el presidente de la cámara de senadores y los diputados para el presidente de la cámara de diputados, en la cual ganó Silvio Ovelar y Raúl Latorre para la ANR. Durante la votación la senadora Zenaida votó a favor del oficialismo, Norma se abstuvo y el diputado Jatar votó a favor del oficialismo, lo que inició la crisis por traición o desconfianza (según PCN).
En el marco de las negociaciones para elegir las mesas directivas en ambas cámaras del congreso para el gobierno entrante 2023 - 2028, se producen varias roces que involucraron a legisladores de PCN. La senadora Yamy Nal fue la primera que amenazó en retirarse del partido, generando una discusión con Javier Vera “Chaqueñito”  (a la espera de asumir la banca de “Mbururu”) aunque finalmente la senadora no se retiró del partido. Javier declaró que abandonaría PCN en caso de jurar.
La senadora Zenaida Delgado anunció su salida del partido, tras haber sufrido un escrache en su domicilio privado, luego de acompañar al candidato del oficialismo para presidir la Cámara de Senadores. Mientras que el diputado Jatar Fernández (que también apoyó al candidato oficialista para presidir la Cámara de Diputados) declaró que votaría a conciencia por fuera de la bancada de PCN y que sería un problema solamente para el partido su posible expulsión.
Payo Cubas tras conseguir el arresto domiciliario el 7 de julio, el líder de PCN volvió a las apariciones públicas a través de un en vivo en redes, llamó a Zenaida (con desprecio): "Que se puso del lado del cartismo y que tendría el infierno asegurado, condenada al infierno"; en el mismo live Cubas se refirió a Jatar de la misma forma: "Por un beso de lealtad en mi cabeza, Cubas (que pensó que era real), pero, la ocasión hace al ladrón, Oso Jatar, sos un delincuente, vos y tu familia, ladrón, (llamando ese beso como) el beso de Judas".
El 8 de julio, Rafael Esquivel "Mbururu" inicio una huelga de hambre en la cárcel, exclamó: "abandonado por mi lider, Payo, y a la violación de todos mis derechos constitucionales", por una noticia donde Payo Cubas pidió que este no juré como senador por su situación legal.
La senadora y esposa de Payo Cubas, Yolanda Paredes, exclamó ante la prensa de Radio Ñandutí: "Fue un riesgo lo que corrimos, realmente nos quemamos en estos dos casos de Zenaida y Jatar, de los errores se aprende". En otra entrevista exclamo: "Cruzada tiene un tribunal de conducta por estatuto, por tanto serán remitidos los antecedentes de Zenaida y Jatar en diputados".
El diputado Miguel Martínez anunció que se mantendrá de forma independiente ante la falta de entendimiento con sus otros colegas, formando su propia bancada alternativa de Cruzada Nacional, siendo el único integrante.
La crisis interna de PCN se agrava aún más, con amenazas y escraches dentro del rango partidario y propagandistico de Cruzada. Haciéndose notar un sector "payista" (seguidores de Cubas), que atacan a sus posibles desidencias y civiles que piensan de manera diferente a la crisis interna del partido. También salen en evidencias ciertos problemas y disconformidades entre familiares de los congresistas electos de Cruzada.
Zenaida Delgado respondió con un telegrama (con muchas faltas de ortografía) al senador suplente, Walter Janusz Kobylanski, por el inicio de acciones legales en su contra, mientras Zenaida lo acusa de "ser el encargado de blanquear el dinero y cubrir los trapos sucios de los Kirchner en el Paraguay", así como también que "financió la campaña electoral de Paraguayo Cubas y que ahora quisiera cobrar esto jurando como senador nacional en lugar de Rafael Esquivel", quien sigue preso.
El 11 de julio, la senadora y exvicepresidente del partido Norma Aquino, renuncia a la bancada de Cruzada Nacional. El excandidato a la presidencia, Paraguayo Cubas, publicó en sus redes una nota dirigida al presidente del Congreso, Silvio Ovelar, donde expresó: "El día de ayer el Consejo Ejecutivo de Cruzada Nacional ha aceptado las renuncias de Zenaida Delgado y Norma Aquino. Por ende, la bancada de Cruzada Nacional, en el Senado, está integrada por Yolanda Paredes y José Oviedo". Por su parte, Norma Aquino aseguró que fue coaccionada para renunciar. En redes sociales, Aquino comentó: "Cubas apuñaló a miles de personas en Paraguay, también a los exiliados en Argentina y España, señaló que también quiere cobrar 1.200.000 guaraníes a cada senador electo, regalar la tercera fuerza política de PCN y lo único que le importa es su proyecto personalista". Acusó a Cubas y su esposa de querer crear un clan familiar dentro del partido, y recalcó que Cubas reaccionó con violencia contra ella, en una de sus visitas en la Agrupación Especializada donde estaba preso y exigió Cubas debería de ser expulsado ya que "no es su partido, es el partido del pueblo".
El 20 de julio, Javier Vera juró como senador en reemplazo de Javier Esquivel. Tras jurar, toda la banca de la Asociación Nacional Republicana fue a saludarlo y luego Vera pasó a sentarse entre los colorados, en vez de sentarse con sus compañeros de la banca de Cruzada Nacional.

## Resultados electorales

### Presidencia
| Elecciones | Candidato               | Votos   | %      | Posición   | Resultado |
| ---------- | ----------------------- | ------- | ------ | ---------- | --------- |
| 2023       | Paraguayo Cubas Colomés | 692,663 | 22.92% | 3.er lugar | Perdedor  |

### Cámara de Senadores
| Elecciones | Votos   | %      | Posición   | Escaños | +/–   | Gobierno  |
| ---------- | ------- | ------ | ---------- | ------- | ----- | --------- |
| 2018       | 58,409  | 2.48%  | 7.º lugar  | 1/45    | Nuevo | Oposición |
| 2023       | 331.657 | 11.00% | 3.er lugar | 5/45    | 4     | Oposición |

### Cámara de Diputados
| Elecciones | Votos   | %     | Posición   | Escaños | +/–   | Gobierno  |
| ---------- | ------- | ----- | ---------- | ------- | ----- | --------- |
| 2018       | 33,417  | 1.41% | 7.º lugar  | 1/80    | Nuevo | Oposición |
| 2023       | 233,812 | 8.24% | 3.er lugar | 4/80    | 3     | Oposición |